# Tanami Desert
Tanami Desert är en öken i Australien. Den ligger i Northern Territory och Western Australia.
Tanami Desert är i huvudsak ett öppet busklandskap.